# الصفا (الشرقية)
قرية الصفا هي إحدى القرى التابعة لمركز الزقازيق في محافظة الشرقية في جمهورية مصر العربية. حسب إحصاءات سنة 2006، بلغ إجمالي السكان في الصفا 1892 نسمة، منهم 979 رجل و913 امرأة.